# Scleria glabra
Scleria glabra är en halvgräsart som beskrevs av Johann Otto Boeckeler. Scleria glabra ingår i släktet Scleria och familjen halvgräs.

## Underarter
Arten delas in i följande underarter:
- S. g. glabra
- S. g. pallidior